# Transport ferroviaire en Roumanie
Plan
Le transport ferroviaire en Roumanie est constitué d'un réseau ferroviaire à écartement européen normal (1 435 mm).

## Histoire
La première ligne ouverte sur le territoire actuel de la Roumanie l’a été dans le Banat, alors dans le Royaume de Hongrie, le 20 août 1854, sur une longueur de 62,5 km. Entre 1864 et 1880, plusieurs chemins de fer furent construits dans le royaume de Roumanie notamment par la compagnie britannique Trevor-Barkley entre Bucarest et le port danubien de Giurgiu, ligne mise en service le 31 octobre 1869. En 1869, Iași est reliée au chemin de fer austro-hongrois de Bucovine par le Chemin de fer Lemberg-Czernowitz-Jassy. À partir de 1889, l’État roumain devint seul propriétaire de toutes les lignes de chemin de fer du royaume de Roumanie, réseau dont la longueur atteignait une longueur totale de 1 377 km.
La première ligne électrifiée d'Europe de l'Est (et la huitième du monde) fut établie en 1913, lorsque la Transylvanie faisait encore partie de l'Autriche-Hongrie, sur le trajet Arad-Podgoria,.
En 1918, les régions de Transylvanie, de Bessarabie et de Bucovine s'unirent au « Vieux Royaume » pour former la grande Roumanie. En conséquence, toutes les lignes de chemin de fer de ces régions, appartenant précédemment à l'Autriche-Hongrie ou à l'Empire russe, furent placées sous l'administration des CFR. Cet événement fut important pour les chemins de fer roumains parce qu’il signifiait que les grandes usines de construction de matériel ferroviaire et de produits sidérurgiques de Reșița ainsi que celles « Astra » d’Arad, qui se trouvaient auparavant en territoire austro-hongrois, étaient désormais en Roumanie, ce qui permit par la suite de produire une vaste gamme de matériel roulant et de locomotives pour les CFR.
Après l’avènement du régime régime communiste, la première ligne électrifiée du réseau roumain fut la ligne Bucarest-Brașov mise en service le 9 décembre 1965. Cette électrification s’est faite en courant industriel alternatif 25 kV 50 Hz et s'est poursuivie dans les décennies qui ont suivi. Vers le milieu des années 1970, la traction à vapeur recule fortement de l’usage normal, remplacée par des locomotives standardisées diesel et électriques, pour la plupart construites en Roumanie (voir paragraphes consacrés au matériel). Les locomotives vapeur sont, à partir de 1980, réservées aux manœuvres de triage, aux tournages de films et aux trains forestiers à écartement métrique. Simultanément le régime Ceaușescu commence à produire les automobiles Dacia et de plus en plus de cars, bus et camions Dac et Roman, délaissant le rail au profit des grands axes routiers. Dans la dernière décennie du pouvoir (1980-1989) les chemins de fer deviennent vétustes et de plus en plus de matériel, devenu inutilisable, rouille dans les gares de triage. La fréquence et la vitesse commerciale s’en ressentent et les trains roulent de plus en plus lentement et bondés, avec de nombreux arrêts en pleine voie.
La Libération de 1989, à la suite de la chute de la dictature communiste, dévoile l’un des réseaux ferroviaires parmi les plus grands, les plus denses et les plus fréquentés d’Europe, mais aussi l’un des plus misérables. Durant la transition vers l’économie de marché dans les années 1990, le gouvernement privilégie le « tout-routier » et les CFR sont le « parent pauvre » de la modernisation. En 1998 la Societatea Națională a Căilor Ferate Române (Société nationale des chemins de fer roumains) est scindée en quatre Régies autonomes (CFR Călători, CFR Marfă, CFR Infrastructură, Societatea Feroviară de Turism) dans le but d'améliorer son efficacité, et la société fut rebaptisée Compania Națională de Căi Ferate CFR SA (Compagnie nationale des chemins de fer CFR SA). Une cinquième division autonome est apparue en 2002 : la  Societatea Informatica Feroviara SA. Après cette réforme, la situation économique des chemins de fer roumains commence à se redresser, stimulée par la croissance de l’économie roumaine depuis l’an 2000.

## Opérateurs
Les sociétés de transport ferroviaire en Roumanie sont :
- La Société nationale de Chemins de fer roumains (CFR : Căile Ferate Române);
- La Société des Chemins de fer forestiers (CFF : Căile Ferate Forestiere), compagnie nationale de 1948 jusque dans les années 1990 : situées dans les petites vallées des Carpates, la plupart des lignes ont été remplacées par des transports routiers depuis la Libération de 1989, mais une demi-douzaine, privatisées, sont encore en service en 2013, soit pour l'exploitation du bois, soit pour le tourisme.
- Astra Trans Carpatic (entreprise ferroviaire de transport de voyageurs)
- Metrorex : Metro - Régie d'Exploitation du métro de Bucarest.